# Kostel Nalezení svatého Kříže (Bříství)
Kostel Nalezení svatého Kříže je gotický jednolodní kostel s barokními prvky, stojící v centru obce Bříství. První zmínky o kostele pochází z první poloviny 13. století. V té době byl postaven v románském slohu. Ve třetí čtvrtině 14. století byla přistavena jeho gotická část. Později proběhla barokní přestavba, která roku 1722 kostel rozšířila o loď. Zvonice byla přistavěna až roku 1843.

## Historie
Obec Břiství spolu s okolními vsemi patřila rodu Slavníkovců. Svatý Vojtěch ji daroval břevnovskému klášteru, který zde kostel založil. Rok založení není znám, avšak první zmínky o kostele se dochovaly v listině z roku 1318. Kostel spravovali katoličtí faráři do roku 1456, kdy se Břístevští přidali k přijímání podobojí. Avšak po bitvě na Bílé hoře byli všichni nekatoličtí kněží vyhoštěni. Pro následný nedostatek katolických kněží byla fara přidělena některému ze sousedních farářů, až později roku 1665 se zde fara obnovila a byly k ní přiděleny i bývalé farnosti Kounice a Vyšerovice.
Za faráře Jana Jiřího Summera, který je v kostele pochován, bylo postaveno nové průčelí. Roku 1761 Marie Terezie koupila Kounické panství a zřídila zde samostatnou faru, takže se Kounice a Vyšerovice osamostatnily. Farář Jan A. Novák dal roku 1765 vystavět novou sakristii a kostnici a rok poté i sanktusník. Roku 1786 se k farnosti Bříství připojila ves Velenka. Posledním velkým zásahem do architektury kostela byla výstavba nové zvonice a sakristie v roce 1843.

## Místo a architektura

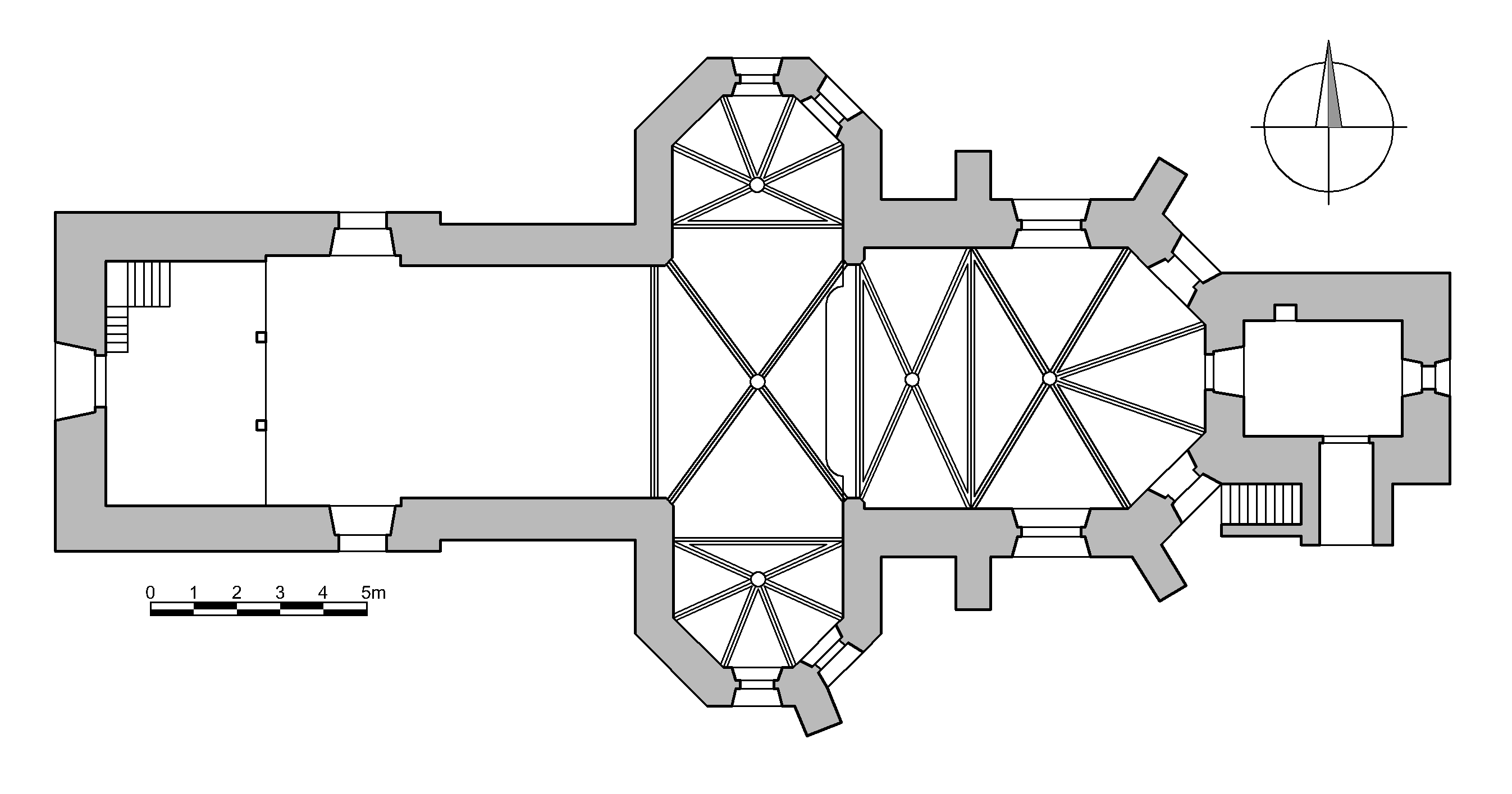
Kostel Nalezení sv. Kříže, Bříství, půdorys kostela.

Farní kostel Nalezení sv. Kříže má tvar půdorysu latinského kříže. Je přibližně 27,7 m dlouhý a 7,3 m široký. Stojí v centru vsi na nepatrně vyvýšeném místě. Kolem kostela se rozkládá hřbitov.

### Gotická část
Gotická část kostela se skládá z presbytáře, jež je uzavřen třemi boky pravidelného osmiúhelníku a v rozích je podepřen opěrnými pilíři. Vnějšek je v celku prostý, až na neúměrně nízké opěrné zdi závěru. Dále se skládá z příčné lodi, jejíž ramena jsou stejně tak uzavřena třemi boky osmiúhelníku. Tyto dvě části spolu tvoří trojlistou kompozici. Jsou klenuty křížovou klenbou s žebry tesanými z pískovce, v profilu tvarovaného do otupeného klínu, na bocích mělce vyhloubeného. Žebra vbíhají přímo do nosných stěn. Gotická kružba se zachovala pouze v oknech presbytáře. Kružba se skládá ze vzoru dvou jeptišek, nad nimiž je v kruhu umístěn trojlist. Ostatní okna kostela jsou lomená, patrně byla původně dvoudílná.

### Barokní část
Loď, přistavěna v pozdější době, je obdélníková a krytá plochým stropem. K východní straně presbytáře je přistavěna malá zvonice, jejíž střecha nedosahuje výšky střechy kostela. V přízemí přístavku se nachází sakristie. Nad křížením hlavní a příčné lodi je umístěn sanktusník.

### Interiér
V interiéru se v jižní zdi presbytáře nachází sedile se třemi cípy zakončenými kružbami jeptišek. Presbytář je dále obohacen o gotický sanktuář. Na rozích presbytáře a příčné lodi stojí na původně gotických konzolách baldachýnu, později přitesaných do barokní podoby s rostlinnou ornamentací, nové sochy sv. Prokopa, sv. Ludmily, sv. Anežky a sv. Václava.

## Výzdoba
Hlavní oltář sem byl dovezen z kostela svatého Vavřince na Petříně v Praze roku 1789. Obraz svatého Vavřince byl nahrazen obrazem Nalezení sv. Kříže od Vojtěcha Kandlera. Roku 1893 byly v bočních kaplích odkryty nástěnné malby z 15. století, roku 1905 byly však původní malby zakryty novými výjevy.

## Galerie

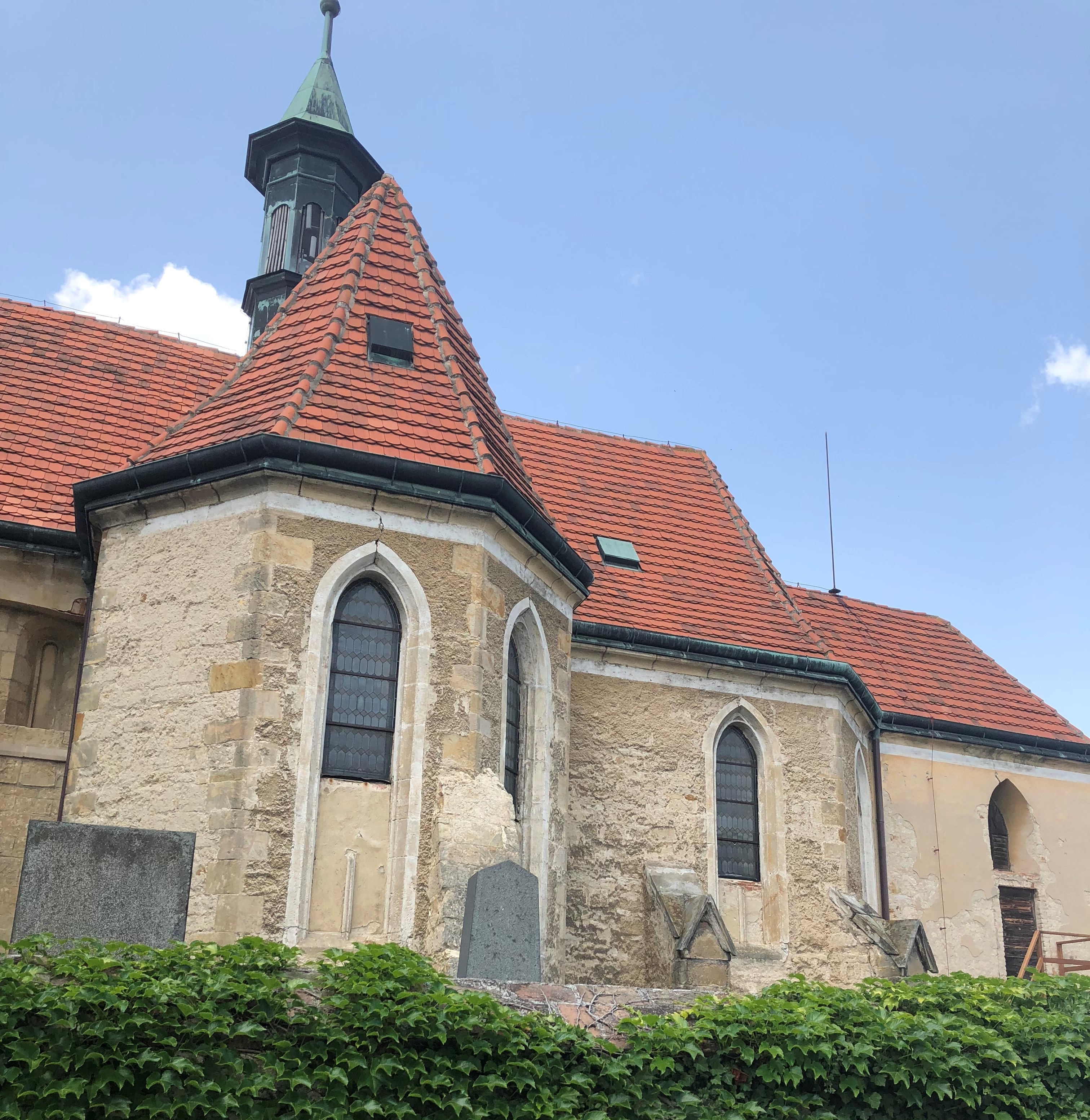
Jižní strana kostela
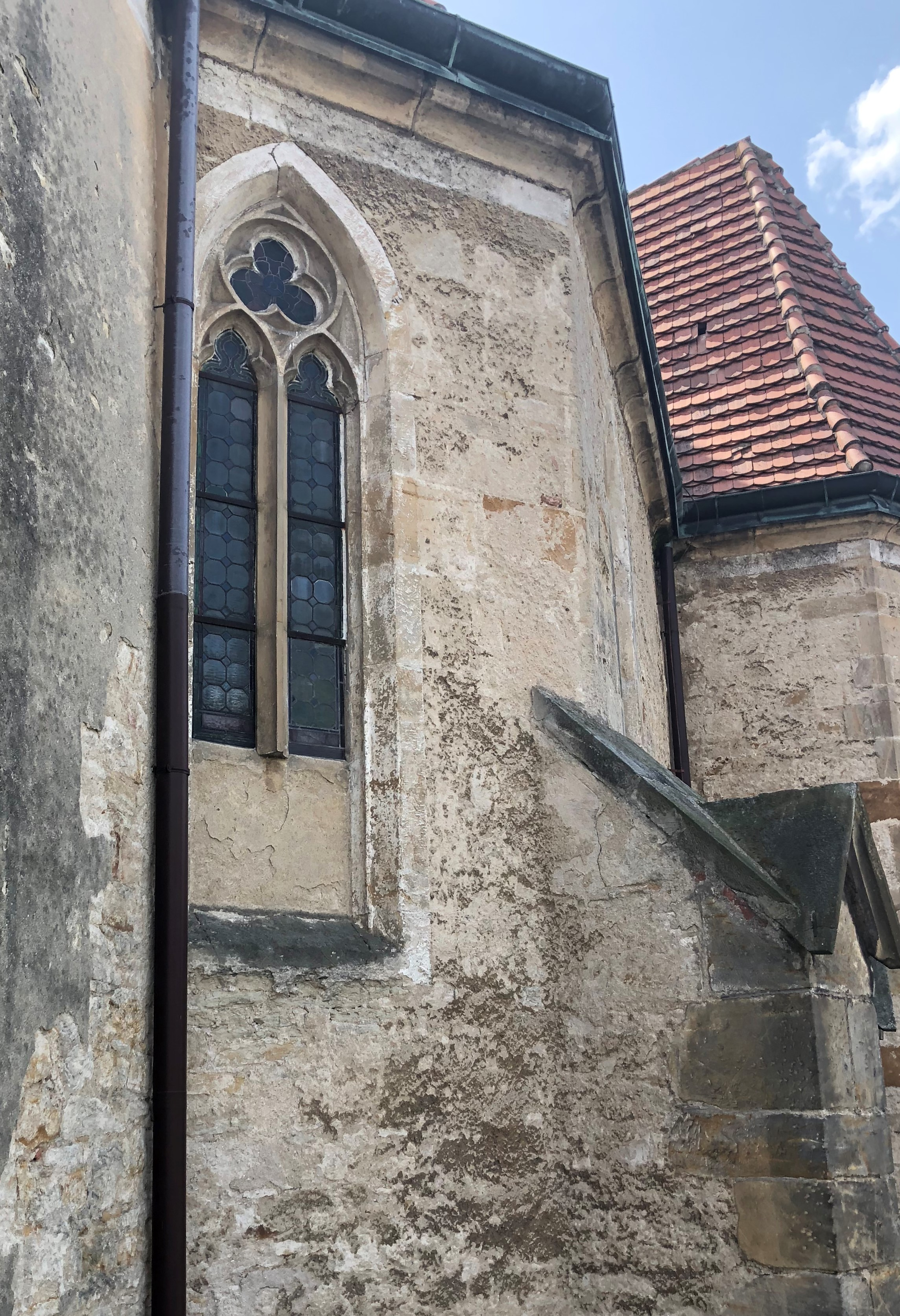
Gotické okno s kružbou
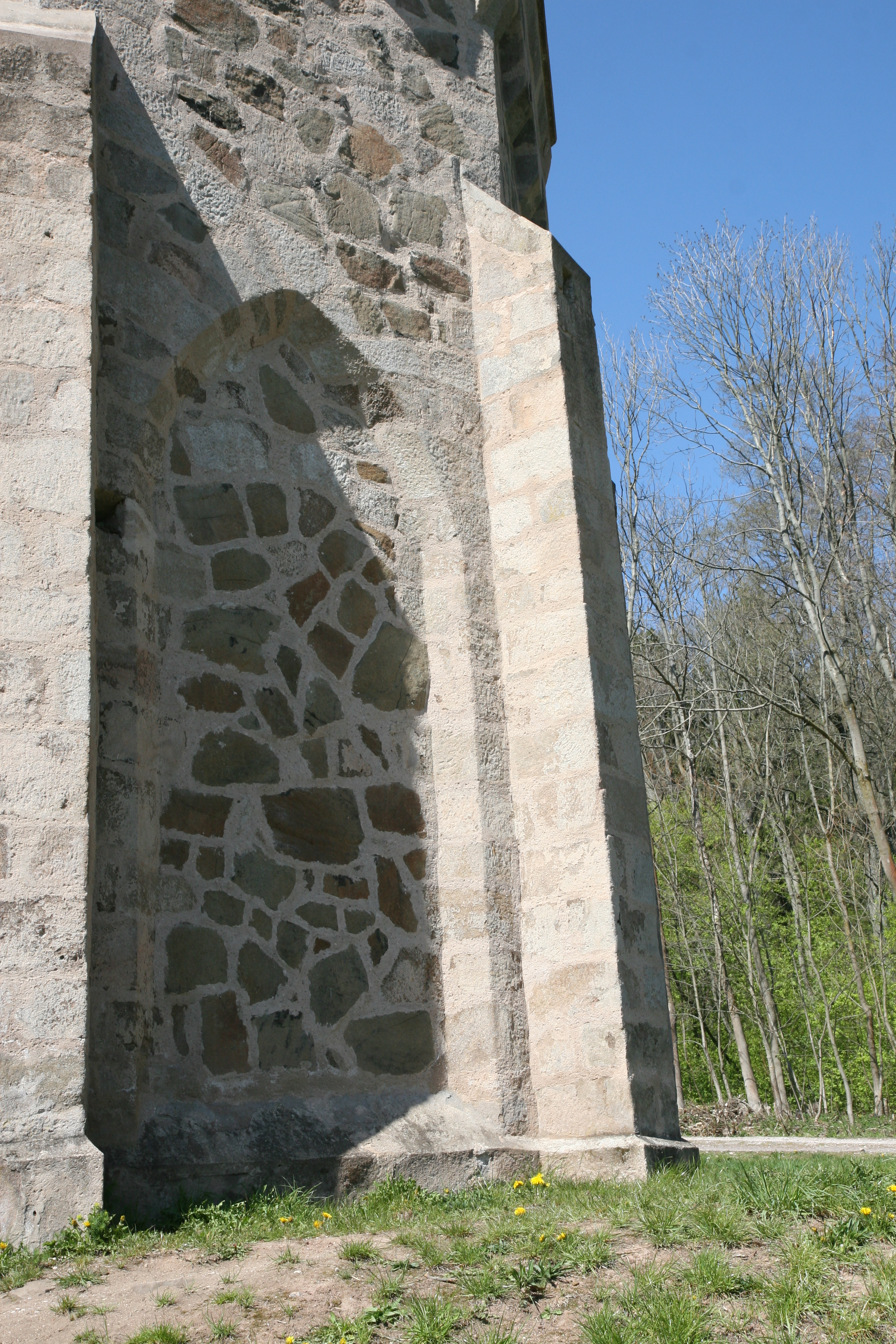
Opěrný pilíř
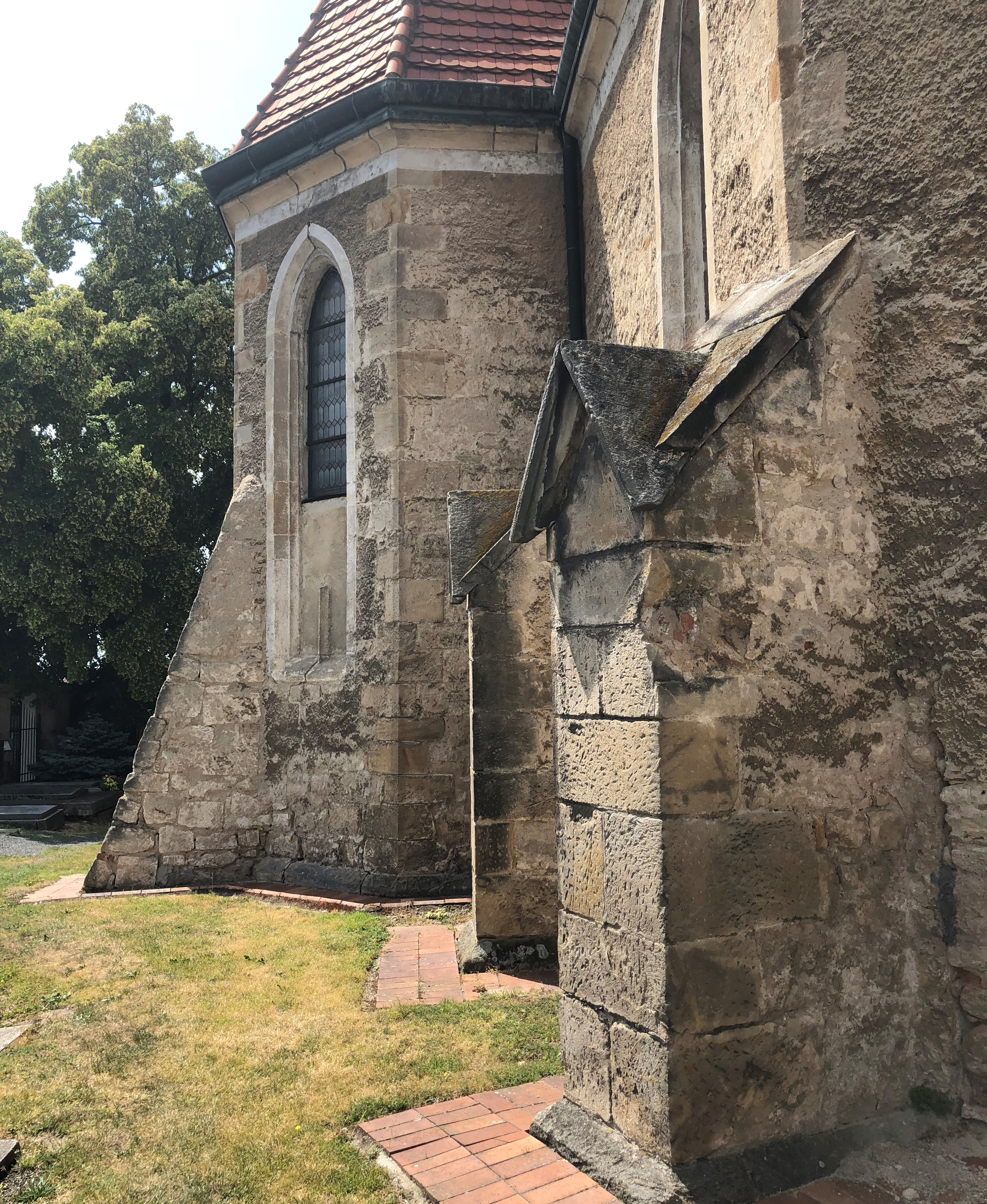
Jižní strana kostela